# Guldbaggen
Guldbaggen kallas det svenska filmpris som sedan 1964 årligen har delats ut på Guldbaggegalan av Svenska Filminstitutet "för framstående insatser för den svenska filmen under det gångna året". Det delades ursprungligen ut i fyra kategorier, vilket med åren har utökats till närmare tjugo. Dessutom delas under prisceremonin flera relaterade priser ut.

## Historik
Ett halvår efter grundandet av Svenska Filminstitutet utlyste den dåvarande vd:n Harry Schein en tävling om att skapa ett filmpris, som skulle delas ut till dem som gjort starka insatser under året. Uppdraget att formge Guldbaggen gick till konstnären Karl-Axel Pehrson, känd för bland annat för sina fantasilandskap och sina skulpturer.
Den första filmgalan, eller filmbalen som den kallades då, hölls på Grand Hôtels vinterträdgård i Stockholm den 25 september 1964. Det året delades fyra priser ut:
- Guldbaggen för högsta kvalitetspoäng – Tystnaden.
- Guldbaggen för bästa regi – Ingmar Bergman, för Tystnaden.
- Guldbaggen för bästa skådespelerska – Ingrid Thulin, för rollen som Ester i Tystnaden.
- Guldbaggen för bästa skådespelare – Keve Hjelm, för rollen som fadern i Kvarteret Korpen.

Följande år utökas kategorierna med Juryns specialbagge som tilldelades filmvetaren Leif Furhammar för "hans för filmkostens frihet betydelsefulla bok Filmpåverkan".

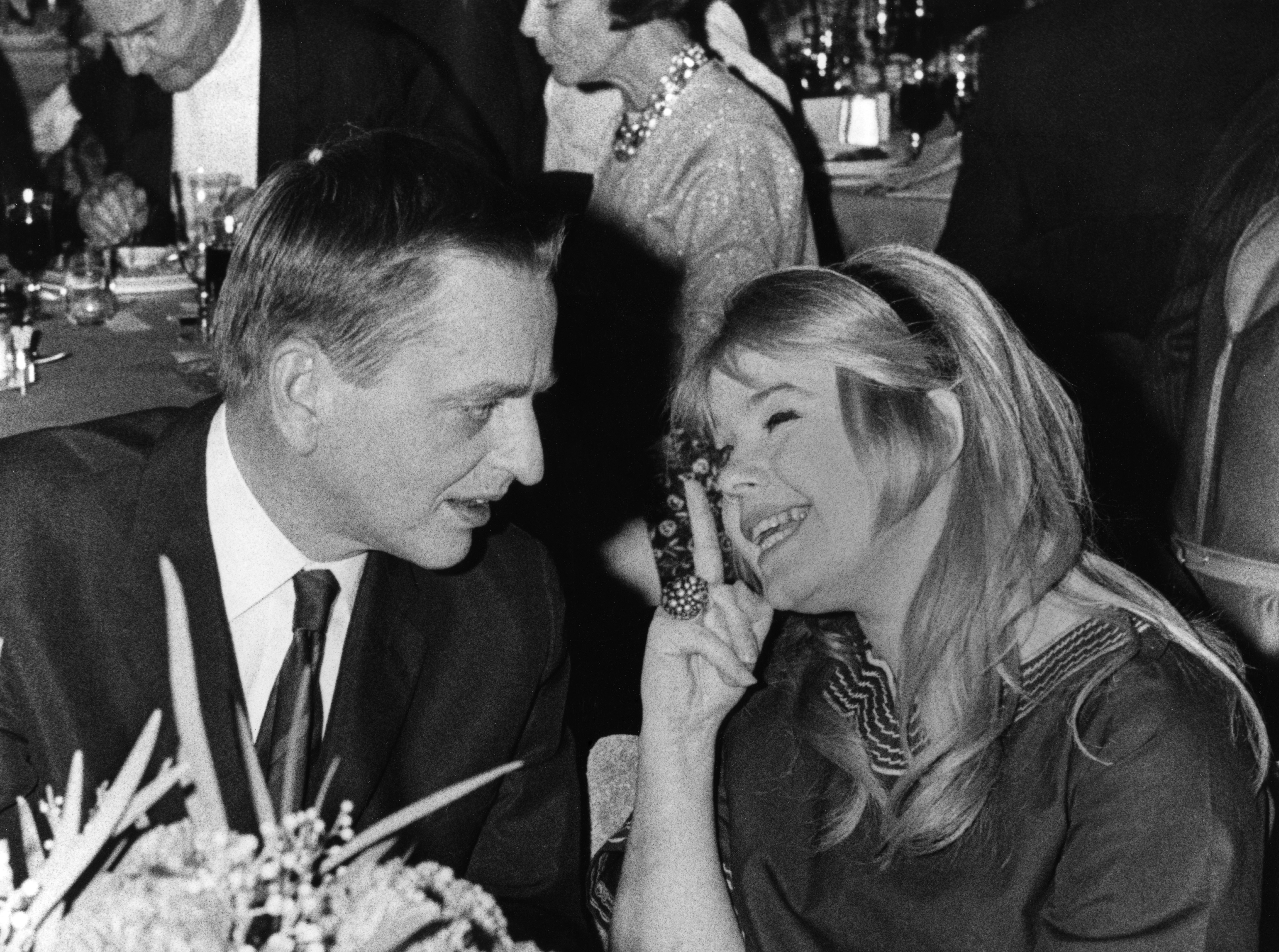
Guldbaggegalan 1968. Olof Palme diskuterar med Lena Nyman som fick en av de tre baggar som delades ut det året.

1971 genomfördes – för första och hittills (2025) sista gången – ingen gala och med hänvisning till ett alltför "mediokert" filmår utdelade juryn heller inga Guldbaggar, även om Jan Troells Utvandrarna fick Högsta kvalitetspoäng.
Från 1978 till sin död 2007 delade Ingmar Bergman ut Ingmar Bergman-priset på galan.
Flera år under 1980-talet direktsändes galan i tv; 1981–1985 samt 1988 sändes galan i TV2.
Fram till 1983 skedde prisutdelningen under hösten. Då belönades filminsatser under juli till juni det föregående brutna kalenderåret. Sedan 1985 delas priserna ut i januari året efter det hela kalenderår som belönas. Just 1985 belönades filminsatser från de föregående 18 månaderna för att komma ikapp efter bytet av periodindelning; följaktligen genomfördes ingen gala 1984. 
Inför 1989 års Guldbagge skedde en första större utvidgningen av priset. Tre nya kategorier tillkom: Guldbaggen för bästa manuskript, Guldbaggen för bästa foto och Guldbaggen för bästa utländska film, och dessutom ersattes Juryns specialbagge av den snarlika Guldbaggen för kreativa insatser. Priset för bästa utländska film delades ut för sista gången på Guldbaggegalan 2022, varefter priset avskaffades.
1992 infördes ett nomineringssystem, och detta år var också det första som galan direktsändes på TV4.  Nomineringssystemet har därefter levt vidare, och samtliga galor sedan 1992 har tv-sänts, även om SVT tagit över sändningarna sedan år 2000.
Till 1996 års gala tillkom ytterligare tre priser: Guldbaggen för bästa kvinnliga biroll, Guldbaggen för bästa manliga biroll och Guldbaggen för bästa kortfilm. Fem år senare utökades galan med ytterligare två kategorier: Guldbaggen för bästa dokumentärfilm och Hedersguldbaggen, och samtidigt ersattes Guldbaggen för kreativa insatser med två nya priser: Guldbaggen för bästa prestation bild och Guldbaggen för bästa prestation ljud. 
2006 tillkom barnfilmpriset Gullspira (uppkallad efter geten i Barnen från Frostmofjället), 2007 introducerades Biopublikens pris  (vilket till skillnad från övriga priser framröstas av allmänheten, och 2018 bytte namn till Guldbaggens publikpris), och 2008 ersattes de båda Guldbaggarna för bästa prestation med Guldbaggen för särskilda insatser, som delades ut till tre personer varje år. Redan 2012 blev dock Guldbaggen för särskilda insatser ersatt av sju fasta kategorier (Guldbaggen för bästa klipp, kostym, ljud, mask/smink, musik, scenografi respektive visuella effekter).

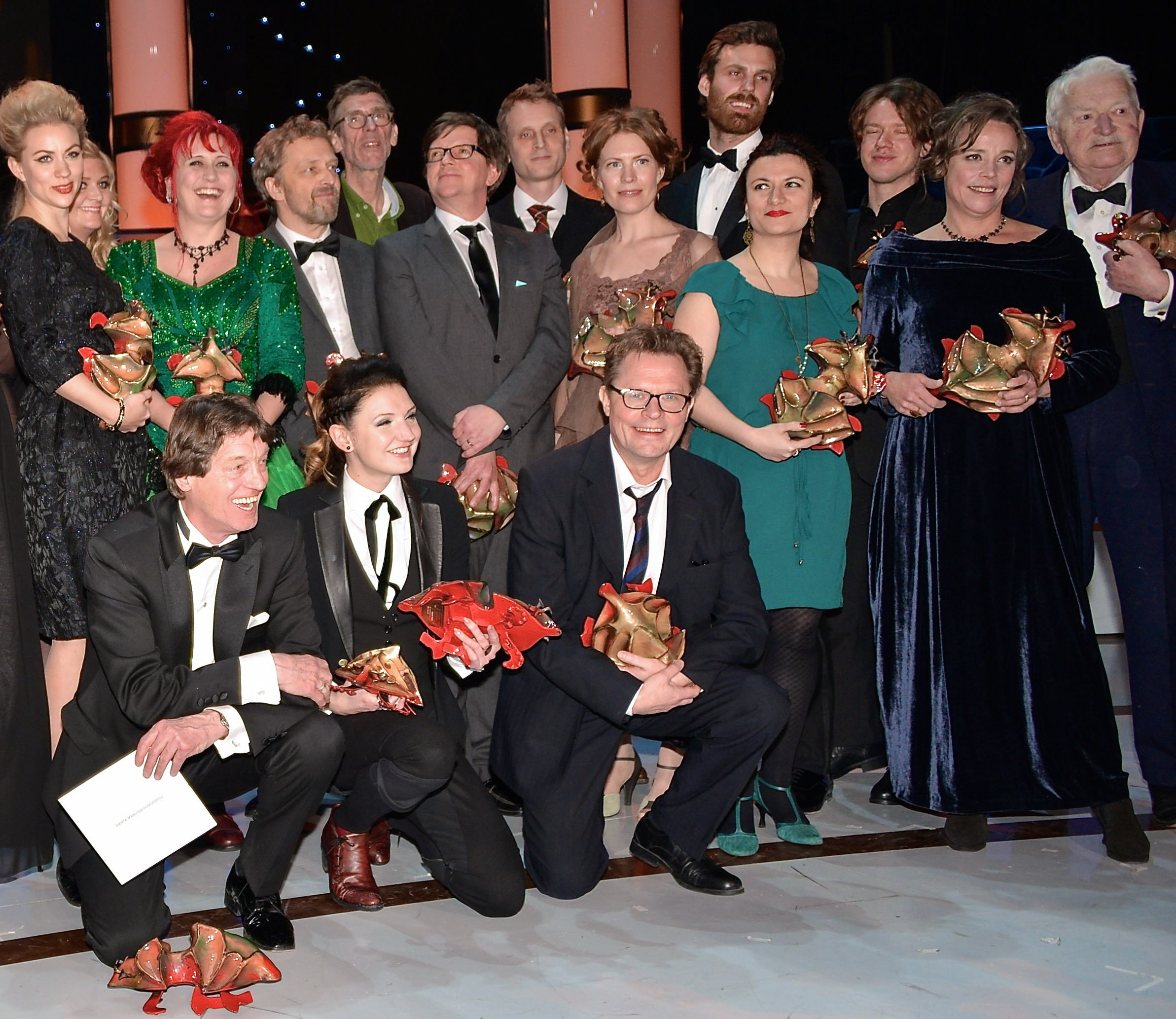
Några av Guldbaggevinnarna 2013.

2016–2020 delades priset Årets nykomling ut på Guldbaggegalan. Priset gick till en person som oberoende av yrkeskategori inom filmbranschen hade utmärkt sig med sin insats. Kategorin återinfördes 2025, nu under namnet Guldpiga.
Sedan starten har över 600 guldbaggar delats ut.

### Kritik
2015 noterades det att omkring hälften av Guldbaggevinnarna i kategorin bästa kvinnliga huvudroll sedan 1997 hade varit under 30 år gamla och många av dem saknade tidigare erfarenhet av skådespelaryrket. Guldbaggejuryns ordförande konstaterade att "Guldbaggarna ska premiera årets bästa filminsatser. Huruvida det är erfarna eller oerfarna hjärnor bakom dem spelar ingen roll" och att "det alltid insatsen som räknas". Från 2012 stod det i Guldbaggens regelverk att priserna för bästa manliga och bästa kvinnliga skådespelare i huvudroll eller biroll bör gå till "professionellt verksamma skådespelare" snarare än amatörer. 2023 skedde en regeländring genom formuleringen "en professionell skådespelare ska genom sitt yrke uppvisa kompetens att gestalta olika personkaraktärer, och vara krediterad i fler än en (1) skådespelarroll för att vara nomineringsbar." Det blev därmed inte möjligt att nominera debutanter i skådespelarkategorierna. Regeländringen uppgavs ha genomförts för att främja skådespelaryrket. Något motsvarande hinder för debutanter i kategorierna för producenter, kompositörer, eller regissörer fanns inte.  Regeländringen mötte kritik och uppmärksammades i flera medier, och det lyftes exempel på skådespelare som inte hade fått sin guldbagge om regeländringen gällt tidigare.
Till Guldbaggegalan 2025 togs kravet om att nominering ska gå till en skådespelare med en (1) tidigare rollprestation bort. 

## Skulpturen
Bara ett halvår efter grundandet av Svenska Filminstitutet utlyste vd:n Harry Schein en tävling för konstnärer om att skapa ett filmpris, som skulle delas ut till dem som gjort starka insatser under året. Vann tävlingen gjorde konstnären Karl Axel Pehrson som skapade en emaljerad och förgylld fantasiguldbagge av koppar som sedan lackeras för att ge Guldbaggen dess rätta skimmer. Guldbaggen är formgiven genom ett samarbete mellan Pehrson och Eje Öberg som var föreståndare på Gustavsbergs porslinsfabriks emaljverkstad där de första Guldbaggarna tillverkades 1964. Sedan 2004 tillverkas de av konstsmeden Patrik Sandell. En guldbagge väger cirka 1,2 kilo.
Varför priset är just en guldbagge förklarade Karl Axel Pehrson med "Guldbaggen brukar flyga i solskenet på sommaren. Den skimrar nästan som en filmremsa då den flyger förbi. Något av dess sätt att uppträda och leva kan väl vara gemensamt för filmens."

## Urval av filmer och nomineringsprocess
De svenska spel- och dokumentärfilmer som har haft premiär under det gångna kalenderåret och har en visningstid på över 60 minuter är kvalificerade för att bli nominerade. Filmerna ska ha lanserats på en biograf med öppna visningar i minst sju dagar, och/eller omfattas av betygsindex. För att en film ska betraktas som svensk krävs det att den har en svensk huvudproducent med ett svenskt majoritetsägande, en så kallad svensk major. Producenten måste även anmäla filmen för tävlan för att en film ska komma ifråga för nominering.
En nomineringskommitté utser genom juryförfarande vilka filmer och vilka personer som ska nomineras till Guldbaggens olika kategorier. Nomineringskommittén består av 36 ledamöter som har erfarenhet från filmbranschen. Ledamöterna delas in i fyra jurygrupper och diskuterar fram tre nomineringar i varje kategori. Nomineringskommittén utser samtliga Guldbaggenominerade, förutom till priskategorierna Bästa kortfilm och Bästa dokumentärfilm som har egna nomineringsgrupper.

## Vinnarjuryn
En särskild jury utser vinnarna bland de nominerade i respektive priskategori. Vinnarjuryn består av nio ledamöter, inklusive ordföranden, som ska ha erfarenhet från professionell yrkesverksamhet med anknytning till film. En av ledamöterna bör komma från ett annat nordiskt land. Juryns ledamöter har tystnadsplikt vad gäller juryarbetet. Det är Svenska Filminstitutet som utser såväl ordförande som ledamöter. Vinnarjuryns ordförande, utan rösträtt, leder arbetet. I samband med vinnarjuryns beslutsmöte har dock ordföranden vid jämn röstfördelning utslagsröst. För att säkra såväl förnyelse som kontinuitet i juryn har mandatperioden en standard på tre år.
Hedersguldbaggen utses utan föregående nominering av Svenska Filminstitutets styrelse.

## Kategorier
Från och med Guldbaggegalan 2023 delas Guldbaggen ut i 17 kategorier, samt de relaterade priserna Gullspira, Hedersguldbaggen och Guldbaggens publikpris.  Till Guldbaggegalan 2025 återinfördes dessutom priset till årets nykomling, nu med namnet Guldpiga. 
| Kategori                                    | År (utdelning)   | Noter                                                                                            |
| ------------------------------------------- | ---------------- | ------------------------------------------------------------------------------------------------ |
| Bästa film                                  | 1964–            | Tillfaller filmens producent. Hette Högsta kvalitetspoäng 1964–1983.                             |
| Bästa regi                                  | 1964–            |                                                                                                  |
| Bästa kvinnliga skådespelare i en huvudroll | 1964–            | Hette Bästa skådespelerska 1964–1995, och Bästa kvinnliga huvudroll 1996–2022.                   |
| Bästa manliga skådespelare i en huvudroll   | 1964–            | Hette Bästa skådespelare 1964–1995, och Bästa manliga huvudroll 1996–2022.                       |
| Bästa manus                                 | 1989–            | Hette Bästa manuskript 1989–2017.                                                                |
| Bästa foto                                  | 1989–            |                                                                                                  |
| Bästa kvinnliga skådespelare i en biroll    | 1996–            | Hette Bästa kvinnliga biroll 1996–2022.                                                          |
| Bästa manliga skådespelare i en biroll      | 1996–            | Hette Bästa manliga biroll 1996–2022.                                                            |
| Bästa kortfilm                              | 1996–            | Tillfaller filmens regissör.                                                                     |
| Bästa dokumentärfilm                        | 2001–            | Tillfaller filmens regissör.                                                                     |
| Bästa klippning                             | 2012–            | Föregicks av Särskilda insatser. Hette Bästa klipp 2014–2018.                                    |
| Bästa kostymdesign                          | 2012–            | Föregicks av Särskilda insatser. Hette Bästa kostym 2012–2021.                                   |
| Bästa ljuddesign                            | 2012–            | Föregicks av Särskilda insatser. Hette Bästa ljud 2012–2013 och Bästa ljud/ljuddesign 2014–2021. |
| Bästa maskdesign                            | 2012–            | Föregicks av Särskilda insatser. Hette Bästa mask/smink 2012–2021.                               |
| Bästa originalmusik                         | 2012–            | Föregicks av Särskilda insatser. Hette Bästa musik 2012–2013.                                    |
| Bästa produktionsdesign                     | 2012–            | Föregicks av Särskilda insatser. Hette Bästa scenografi 2012–2021.                               |
| Bästa visuella effekter                     | 2012–2013, 2016– | Föregicks av Särskilda insatser.                                                                 |

| Kategori               | År (utdelning)              | Noter |
| ---------------------- | --------------------------- | --- |
| Hedersguldbaggen       | 2001–                       | Tilldelas en person inom filmbranschen för hens livstidsprestation.                                                       |
| Gullspira              | 2006–                       | Tilldelas en person eller institution som gjort enastående insatser för svensk barnfilm.                                  |
| Guldbaggens publikpris | 2007–2011, 2013–2020, 2023– | Framröstas av allmänheten. Hette Biopublikens pris 2007–2017.                                                             |
| Guldpiga               | 2025–                       | Delas ut i syfte att "lyfta fram nya talanger, som med sitt arbete ger oss hopp om en spännande framtid för svensk film". |

| Kategori | År (utdelning)       | Noter |
| --- | -------------------- | --- |
| Guldbaggejuryns specialpris                                                                                    | 1965–1988            | Alternativt kallad "Juryns specialbagge". Ersattes av Kreativa insatser. |
| Ingmar Bergman-priset                                                                                          | 1978–2007            | I första hand till insatser inom svensk film som annars inte täckts av Guldbaggarna. Juryn var Ingmar Bergman och Svenska Filminstitutets VD. Priset upphörde i och med Bergmans död. |
| Bästa utländska film                                                                                           | 1989–2022            | Tillföll filmens regissör. |
| Kreativa insatser                                                                                              | 1989–2000            | Ersattes av de två kategorierna för Bästa prestation. |
| Bästa prestation inom yrkeskategorierna filmklippare, scenograf, kostym, maskör, special effects och animation | 2001–2007            | Ersattes av Särskilda insatser. |
| Bästa prestation inom yrkeskategorierna ljudtekniker, mixare och kompositör                                    | 2001–2007            | Ersattes av Särskilda insatser. |
| Särskilda insatser                                                                                             | 2008–2011, 2014–2015 | Fokuserade på filminsatser som saknade en egen kategori. |
| Årets nykomling                                                                                                | 2016–2020            | Syftade till att inspirera och uppmuntra till nya, modiga och normbrytande val. |

## Galorna
Fram till 2005 års upplaga gick galan enbart under namnet "Filmgalan".
| Gala                | Värd(ar)                                            | Plats                                | Datum             | Direktsändning |
| ------------------- | --------------------------------------------------- | ------------------------------------ | ----------------- | -------------- |
| Guldbaggegalan 1964 | —                                                   | Grand Hôtel, Stockholm               | 25 september 1964 | —              |
| Guldbaggegalan 1965 | Olof Palme                                          | Röda Kvarn och Stadshuset, Stockholm | 15 oktober 1965   | —              |
| Guldbaggegalan 1966 | Krister Wickman                                     | Spegeln och Operaterassen, Stockholm | 17 oktober 1966   | —              |
| Guldbaggegalan 1967 | Harry Schein och Olof Palme                         | Spegeln och Operaterassen, Stockholm | 9 oktober 1967    | —              |
| Guldbaggegalan 1968 | Harry Schein                                        | Spegeln och Operaterassen, Stockholm | 21 oktober 1968   | —              |
| Guldbaggegalan 1969 | Olof Palme                                          | Operaterassen, Stockholm             | 13 oktober 1969   | —              |
| Guldbaggegalan 1970 | Bo Jonsson                                          | Filmhuset, Stockholm                 | 26 oktober 1970   | —              |
| Guldbaggegalan 1972 | Bo Jonsson och Gun Hyltén-Cavallius                 | Filmhuset, Stockholm                 | 23 oktober 1972   | —              |
| Guldbaggegalan 1973 | Harry Schein                                        | Grand Hôtel, Stockholm               | 29 oktober 1973   | —              |
| Guldbaggegalan 1974 | Harry Schein                                        | Hasselbacken, Stockholm              | 16 september 1974 | —              |
| Guldbaggegalan 1975 | Harry Schein                                        | Operaterassen, Stockholm             | 13 oktober 1975   | —              |
| Guldbaggegalan 1976 | Harry Schein                                        | Operaterassen, Stockholm             | 13 september 1976 | —              |
| Guldbaggegalan 1977 | Harry Schein                                        | Operaterassen, Stockholm             | 5 september 1977  | —              |
| Guldbaggegalan 1978 | Harry Schein                                        | Operaterassen, Stockholm             | 18 september 1978 | —              |
| Guldbaggegalan 1979 | Per Ahlmark                                         | Operaterassen, Stockholm             | 24 september 1979 | —              |
| Guldbaggegalan 1980 | Per Ahlmark                                         | Grand Hôtel, Stockholm               | 22 september 1980 | —              |
| Guldbaggegalan 1981 | Lasse Åberg                                         | Hamburger Börs, Stockholm            | 30 oktober 1981   | TV2            |
| Guldbaggegalan 1982 | Lars Amble                                          | Hamburger Börs, Stockholm            | 10 oktober 1982   | TV2            |
| Guldbaggegalan 1983 | Lars Orup                                           | Stadshuset, Stockholm                | 31 oktober 1983   | TV2            |
| Guldbaggegalan 1985 | Bosse Parnevik                                      | Stadshuset, Stockholm                | 24 januari 1985   | TV2            |
| Guldbaggegalan 1986 | Sven Wollter                                        | Chinateatern och Berns, Stockholm    | 27 januari 1986   | —              |
| Guldbaggegalan 1987 | Bibi Andersson och Jarl Kulle                       | Sergelteatern, Stockholm             | 2 februari 1987   | —              |
| Guldbaggegalan 1988 | Lars-Eric Brossner och Tomas von Brömssen           | Magasin 113, Göteborg                | 1 februari 1988   | TV2            |
| Guldbaggegalan 1989 | Max von Sydow, Tomas Bolme och Lena Nyman           | Berns, Stockholm                     | 6 mars 1989       | —              |
| Guldbaggegalan 1990 | Lis Nilheim och Per Eggers                          | Berns, Stockholm                     | 5 februari 1990   | —              |
| Guldbaggegalan 1991 | Anders Eriksson och Jan Rippe (som "Roy och Roger") | Palladium, Stockholm                 | 11 februari 1991  | —              |
| Guldbaggegalan 1992 | Tomas Bolme och Kim Anderzon                        | Cirkus, Stockholm                    | 16 mars 1992      | TV4            |
| Guldbaggegalan 1993 | Lennart Swahn                                       | Cirkus, Stockholm                    | 1 mars 1993       | TV4            |
| Guldbaggegalan 1994 | Lennart Swahn                                       | Cirkus, Stockholm                    | 31 januari 1994   | TV4            |
| Guldbaggegalan 1995 | Lennart Swahn och Agneta Sjödin                     | Cirkus, Stockholm                    | 30 januari 1995   | TV4            |
| Guldbaggegalan 1996 | Björn Skifs                                         | Stadshuset, Stockholm                | 12 februari 1996  | TV4            |
| Guldbaggegalan 1997 | Björn Skifs                                         | Stadshuset, Stockholm                | 10 februari 1997  | TV4            |
| Guldbaggegalan 1998 | Marika Lagercrantz                                  | Stadshuset, Stockholm                | 9 februari 1998   | TV4            |
| Guldbaggegalan 1999 | Loa Falkman                                         | Kungliga Operan, Stockholm           | 8 februari 1999   | TV4            |
| Guldbaggegalan 2000 | Kattis Ahlström                                     | Cirkus, Stockholm                    | 7 februari 2000   | SVT1           |
| Guldbaggegalan 2001 | Mark Levengood                                      | Cirkus, Stockholm                    | 5 februari 2001   | SVT1           |
| Guldbaggegalan 2002 | Björn Kjellman                                      | Göteborgsoperan, Göteborg            | 28 januari 2002   | SVT1           |
| Guldbaggegalan 2003 | Björn Kjellman                                      | Cirkus, Stockholm                    | 3 februari 2003   | SVT1           |
| Guldbaggegalan 2004 | Maria Lundqvist                                     | Göteborgsoperan, Göteborg            | 26 januari 2004   | SVT1           |
| Guldbaggegalan 2005 | Björn Kjellman                                      | Chinateatern, Stockholm              | 24 januari 2005   | SVT1           |
| Guldbaggegalan 2006 | Lena Endre                                          | Göteborgsoperan, Göteborg            | 30 januari 2006   | SVT1           |
| Guldbaggegalan 2007 | Sissela Kyle                                        | Cirkus, Stockholm                    | 22 januari 2007   | SVT1           |
| Guldbaggegalan 2008 | Sissela Kyle                                        | Cirkus, Stockholm                    | 21 januari 2008   | SVT1           |
| Guldbaggegalan 2009 | Johan Glans och Björn Gustafsson                    | Cirkus, Stockholm                    | 12 januari 2009   | SVT1           |
| Guldbaggegalan 2010 | Johan Glans                                         | Cirkus, Stockholm                    | 25 januari 2010   | SVT1           |
| Guldbaggegalan 2011 | Petra Mede                                          | Cirkus, Stockholm                    | 24 januari 2011   | SVT1           |
| Guldbaggegalan 2012 | Petra Mede                                          | Cirkus, Stockholm                    | 23 januari 2012   | SVT1           |
| Guldbaggegalan 2013 | Babben Larsson                                      | Cirkus, Stockholm                    | 21 januari 2013   | SVT1           |
| Guldbaggegalan 2014 | Sissela Kyle                                        | Cirkus, Stockholm                    | 20 januari 2014   | SVT1           |
| Guldbaggegalan 2015 | Petra Mede                                          | Cirkus, Stockholm                    | 26 januari 2015   | SVT1           |
| Guldbaggegalan 2016 | Petra Mede                                          | Cirkus, Stockholm                    | 18 januari 2016   | SVT1           |
| Guldbaggegalan 2017 | Petra Mede                                          | Cirkus, Stockholm                    | 23 januari 2017   | SVT1           |
| Guldbaggegalan 2018 | Petra Mede                                          | Cirkus, Stockholm                    | 22 januari 2018   | SVT1           |
| Guldbaggegalan 2019 | Emma Molin                                          | Cirkus, Stockholm                    | 28 januari 2019   | SVT1           |
| Guldbaggegalan 2020 | Emma Molin                                          | Cirkus, Stockholm                    | 20 januari 2020   | SVT1           |
| Guldbaggegalan 2021 | Amie Bramme Sey och David Sundin                    | Annexet, Stockholm                   | 25 januari 2021   | SVT1           |
| Guldbaggegalan 2022 | Gina Dirawi                                         | Cirkus, Stockholm                    | 24 januari 2022   | SVT1           |
| Guldbaggegalan 2023 | Parisa Amiri                                        | Cirkus, Stockholm                    | 23 januari 2023   | SVT1           |
| Guldbaggegalan 2024 | Shima Niavarani                                     | Cirkus, Stockholm                    | 15 januari 2024   | SVT1           |
| Guldbaggegalan 2025 | Shima Niavarani                                     | Cirkus, Stockholm                    | 13 januari 2025   | SVT1           |

## Flerfalt nominerade skådespelare
Till och med 2025 års gala har Bibi Andersson tilldelats flest skådespelarbaggar, fyra stycken, medan Stellan Skarsgård med sina tre baggar är den manliga skådespelare som kammat hem flest priser. Lena Endre och Mikael Persbrandt, var och en med åtta nomineringar, är de skådespelare som har fått flest nomineringar. 
Totalt har 83 skådespelare nominerats minst två gånger – 43 stycken i de kvinnliga kategorierna, och 40 i de manliga. Av dessa har tre dessutom tilldelats Hedersguldbaggen: Harriet Andersson, Gösta Ekman och Marie Göranzon.
- HR = Huvudroll
- BR = Biroll

| Skådespelare            | Kön | Tot.    | HR      | BR      | Tot.         | HR           | BR           |
| Skådespelare            | Kön | Vinster | Vinster | Vinster | Nomineringar | Nomineringar | Nomineringar |
| ----------------------- | --- | ------- | ------- | ------- | ------------ | ------------ | ------------ |
| Bibi Andersson          | K   | 4       | 1       | 3       | 4            | 1            | 3            |
| Lena Endre              | K   | 3       | 1       | 2       | 8            | 4            | 4            |
| Eva Melander            | K   | 3       | 1       | 2       | 4            | 1            | 3            |
| Malin Ek                | K   | 3       | 3       | 0       | 3            | 3            | 0            |
| Stellan Skarsgård       | M   | 3       | 2       | 1       | 3            | 2            | 1            |
| Mikael Persbrandt       | M   | 2       | 2       | 0       | 8            | 8            | 0            |
| Pernilla August         | K   | 2       | 1       | 1       | 7            | 5            | 2            |
| Jonas Karlsson          | M   | 2       | 2       | 0       | 7            | 5            | 2            |
| Rolf Lassgård           | M   | 2       | 2       | 0       | 6            | 6            | 0            |
| Sverrir Gudnason        | M   | 2       | 1       | 1       | 5            | 2            | 3            |
| Maria Lundqvist         | K   | 2       | 1       | 1       | 5            | 2            | 3            |
| Michael Nyqvist         | M   | 2       | 1       | 1       | 5            | 2            | 3            |
| Thommy Berggren         | M   | 2       | 1       | 1       | 4            | 2            | 2            |
| Kjell Bergqvist         | M   | 2       | 1       | 1       | 4            | 2            | 2            |
| Gunilla Röör            | K   | 2       | 2       | 0       | 4            | 3            | 1            |
| Viveka Seldahl          | K   | 2       | 2       | 0       | 4            | 3            | 1            |
| Sven-Bertil Taube       | M   | 2       | 2       | 0       | 4            | 2            | 2            |
| Krister Henriksson      | M   | 2       | 2       | 0       | 3            | 2            | 1            |
| Ghita Nørby             | K   | 2       | 1       | 1       | 3            | 2            | 1            |
| Ann Petrén              | K   | 2       | 2       | 0       | 3            | 2            | 1            |
| Sven Wollter            | M   | 2       | 2       | 0       | 3            | 3            | 0            |
| Jarl Kulle              | M   | 2       | 2       | 0       | 2            | 2            | 0            |
| Sif Ruud                | K   | 2       | 1       | 1       | 2            | 1            | 1            |
| Göran Stangertz         | M   | 2       | 2       | 0       | 2            | 2            | 0            |
| Max von Sydow           | M   | 2       | 2       | 0       | 2            | 2            | 0            |
| Gustaf Skarsgård        | M   | 1       | 1       | 0       | 5            | 4            | 1            |
| Helena Bergström        | K   | 1       | 1       | 0       | 4            | 3            | 1            |
| David Dencik            | M   | 1       | 0       | 1       | 4            | 1            | 3            |
| Lennart Jähkel          | M   | 1       | 0       | 1       | 4            | 1            | 3            |
| Gunilla Nyroos          | K   | 1       | 1       | 0       | 4            | 3            | 1            |
| Tomas von Brömssen      | M   | 1       | 0       | 1       | 3            | 1            | 2            |
| Stina Ekblad            | K   | 1       | 1       | 0       | 3            | 3            | 0            |
| Gösta Ekman             | M   | 1       | 1       | 0       | 3            | 2            | 1            |
| Fares Fares             | M   | 1       | 1       | 0       | 3            | 1            | 2            |
| Robert Gustafsson       | M   | 1       | 1       | 0       | 3            | 3            | 0            |
| Magnus Krepper          | M   | 1       | 0       | 1       | 3            | 0            | 3            |
| Ia Langhammer           | K   | 1       | 0       | 1       | 3            | 0            | 3            |
| Anders Ahlbom Rosendahl | M   | 1       | 0       | 1       | 2            | 0            | 2            |
| Börje Ahlstedt          | M   | 1       | 1       | 0       | 2            | 1            | 1            |
| Harriet Andersson       | K   | 1       | 1       | 0       | 2            | 2            | 0            |
| Lia Boysen              | K   | 1       | 0       | 1       | 2            | 1            | 1            |
| Brasse Brännström       | M   | 1       | 0       | 1       | 2            | 0            | 2            |
| Cecilia Frode           | K   | 1       | 0       | 1       | 2            | 0            | 2            |
| Maria Heiskanen         | K   | 1       | 1       | 0       | 2            | 1            | 1            |
| Joel Kinnaman           | M   | 1       | 1       | 0       | 2            | 1            | 1            |
| Björn Kjellman          | M   | 1       | 1       | 0       | 2            | 2            | 0            |
| Cecilia Nilsson         | K   | 1       | 0       | 1       | 2            | 0            | 2            |
| Lena Nyman              | K   | 1       | 1       | 0       | 2            | 1            | 1            |
| Noomi Rapace            | K   | 1       | 1       | 0       | 2            | 2            | 0            |
| Shanti Roney            | M   | 1       | 0       | 1       | 2            | 0            | 2            |
| Jennie Silfverhjelm     | K   | 1       | 0       | 1       | 2            | 1            | 1            |
| Liv Mjönes              | K   | 0       | 0       | 0       | 5            | 0            | 5            |
| Peter Andersson         | M   | 0       | 0       | 0       | 4            | 1            | 3            |
| Peter Haber             | M   | 0       | 0       | 0       | 4            | 3            | 1            |
| Filip Berg              | M   | 0       | 0       | 0       | 3            | 2            | 1            |
| Jakob Eklund            | M   | 0       | 0       | 0       | 3            | 3            | 0            |
| Josefin Neldén          | K   | 0       | 0       | 0       | 3            | 2            | 1            |
| Tuva Novotny            | K   | 0       | 0       | 0       | 3            | 2            | 1            |
| Amanda Ooms             | K   | 0       | 0       | 0       | 3            | 2            | 1            |
| Matias Varela           | M   | 0       | 0       | 0       | 3            | 3            | 0            |
| Johan Widerberg         | M   | 0       | 0       | 0       | 3            | 1            | 2            |
| Evin Ahmad              | K   | 0       | 0       | 0       | 2            | 1            | 1            |
| Alba August             | K   | 0       | 0       | 0       | 2            | 1            | 1            |
| Sissela Benn            | K   | 0       | 0       | 0       | 2            | 0            | 2            |
| Reine Brynolfsson       | M   | 0       | 0       | 0       | 2            | 1            | 1            |
| Lisa Carlehed           | K   | 0       | 0       | 0       | 2            | 1            | 1            |
| Henrik Dorsin           | M   | 0       | 0       | 0       | 2            | 0            | 2            |
| Milan Dragišić          | M   | 0       | 0       | 0       | 2            | 1            | 1            |
| Dan Ekborg              | M   | 0       | 0       | 0       | 2            | 0            | 2            |
| Leonore Ekstrand        | K   | 0       | 0       | 0       | 2            | 1            | 1            |
| Karin Franz Körlof      | K   | 0       | 0       | 0       | 2            | 2            | 0            |
| Marie Göranzon          | K   | 0       | 0       | 0       | 2            | 0            | 2            |
| Frida Hallgren          | K   | 0       | 0       | 0       | 2            | 1            | 1            |
| Sofia Helin             | K   | 0       | 0       | 0       | 2            | 1            | 1            |
| Marika Lagercrantz      | K   | 0       | 0       | 0       | 2            | 2            | 0            |
| Tova Magnusson          | K   | 0       | 0       | 0       | 2            | 1            | 1            |
| Cecilia Milocco         | K   | 0       | 0       | 0       | 2            | 2            | 0            |
| Bahar Pars              | K   | 0       | 0       | 0       | 2            | 1            | 1            |
| Johan Rheborg           | M   | 0       | 0       | 0       | 2            | 2            | 0            |
| Carla Sehn              | K   | 0       | 0       | 0       | 2            | 0            | 2            |
| Sanna Sundqvist         | K   | 0       | 0       | 0       | 2            | 2            | 0            |
| Ville Virtanen          | M   | 0       | 0       | 0       | 2            | 0            | 2            |
| Vera Vitali             | K   | 0       | 0       | 0       | 2            | 2            | 0            |